# DirectFB
DirectFB, che sta per Direct Frame Buffer, è una libreria software per il sistema operativo GNU/Linux.
La libreria permette agli sviluppatori di utilizzare primitive grafiche bypassando il tradizionale server X dei sistemi operativi Unix.
Lo scopo di DirectFB è quello di semplificare le operazioni grafiche che permettono alle applicazioni di comunicare direttamente con l'hardware video attraverso una semplice interfaccia API.
È generalmente utilizzato nei sistemi embedded che non richiedono una completa implementazione del server X.
DirectFB offre XDirectFB, una implementazione rootless del server X. 
Grazie a XDirectFB gli sviluppatori non devono riscrivere il codice sviluppato utilizzando le API di DirectFB.
DirectFB è un software libero distribuito secondo i termini della licenza LGPL.